# Koi to shinzō
Koi to shinzō (恋と心臓? lett. "Amore e cuore") è un manga scritto e disegnato da Chitose Kaidō. Il manga è stato serializzato in Giappone sulla rivista LaLa, edita dalla casa editrice Hakusensha, che l'ha poi pubblicato in formato tankōbon. 

## Trama
Yo Yagisawa è una studentessa al primo anno di università, dove nulla sembra andare per il verso giusto: dal nulla, però, si ritrova a convivere Haruma Hirose, un ragazzo molto dolce che afferma di essere il suo amico d'infanzia, arrivato dall'America dove si è trasferito per un anno di studio all'estero. La ragazza, però, non ricorda assolutamente nulla della loro amicizia, e la casa in cui Haruma diceva di abitare è nota per essere teatro di un suicidio: è solo la prima delle cose inquietanti che iniziano ad accadere attorno a Yo, e delle strane reazioni di Haruma.

## Pubblicazione
Il manga è apparso per la prima volta sulla rivista LaLa, dove è stato serializzato fino al 2020. Il manga è stato poi raccolto in formato tankōbon per un totale di dieci volumi, editi dal 2015 al 2022. È anche stato serializzato sull'applicazione Manga Park dal 27 settembre 2017 al 23 novembre 2021.
La serie viene pubblicata in America da Yen Press col titolo Love and Heart, mentre la versione tedesca viene pubblicata su Altraverse con il titolo Liebe & Herz.

### Volumi
| Nº | Data di prima pubblicazione | Data di prima pubblicazione | Data di prima pubblicazione |
| Nº | Giapponese                  | Giapponese                  |                             |
| -- | --------------------------- | --------------------------- | --------------------------- |
| 1  | 28 ottobre 2018             | ISBN 978-4-59-221804-3      |                             |
| 2  | 5 marzo 2019                | ISBN 978-4-59-221805-0      |                             |
| 3  | 5 luglio 2019               | ISBN 978-4-59-221899-9      |                             |
| 4  | 4 gennaio 2020              | ISBN 978-4-59-222719-9      |                             |
| 5  | 3 luglio 2020               | ISBN 978-4-59-222720-5      |                             |
| 6  | 4 dicembre 2020             | ISBN 978-4-59-222816-5      |                             |
| 7  | 4 giugno 2021               | ISBN 978-4-59-222817-2      |                             |
| 8  | 4 gennaio 2022              | ISBN 978-4-59-222818-9      |                             |
| 9  | 5 aprile 2022               | ISBN 978-4-59-222819-6      |                             |
| 10 | 5 aprile 2022               | ISBN 978-4-59-222844-8      |                             |